# Pino Arlacchi
 (octobre 2011).
Si vous disposez d'ouvrages ou d'articles de référence ou si vous connaissez des sites web de qualité traitant du thème abordé ici, merci de compléter l'article en donnant les références utiles à sa vérifiabilité et en les liant à la section « Notes et références ».
Pino Arlacchi (Gioia Tauro, 21 février 1951 - ) est un sociologue et politicien italien devenu célèbre pour ses études et ses essais sur la mafia.

## Biographie
Il est consultant pour la Direzione Investigativa Anti-mafia ("Direction de la Lutte Antimafia"), président de l'IASOC (Association Internationale pour l'Etude du Crime Organisé), et président honoraire de la fondation Giovanni Falcone, baptisée d'après le nom du juge palermitain (dont il était l'ami).

### À l'ONU
De 1997 à 2002, il est sous-secrétaire général des Nations unies, directeur de l'UNDCCP (bureau des Nations unies pour le contrôle des drogues et la prévention des crimes), et directeur général du bureau de l'ONU à Vienne.
Peu après son arrivée à l'ONU, sa proposition d'éliminer les cultures d'opium et de coca d'ici à 2008 et de développer des cultures alternatives est approuvée à l'unanimité par l'assemblée générale en juin 1998. Avec cet accord, la production de narcotiques a diminué de manière importante, en particulier en Afghanistan[réf. nécessaire]. Au cours de ce travail, il conclut un accord avec le régime taliban: en échange de 25 millions de dollars US, l'Afghanistan s'engagea à limiter sa production de pavot somnifère. Mais finalement, l'accord fut rejeté par le parlement européen (qui devait financer le projet), car l'Afghanistan ne respecte pas les droits de l'homme. Toujours au sein des Nations unies, Arlacchi lança la campagne War on drugs ("guerre à la drogue"), qui fut examinée en 2000, mais ne reçut pas un soutien unanime.
La reprise de la guerre en Afghanistan a interrompu le programme développé par Arlacchi et la production de drogues a recommencé à augmenter. Sa plus importante contribution à l'ONU est la « Convention des Nations unies contre le Crime Organisé », qui a été signée à Palerme en décembre 2000 et est entrée en vigueur en 2003.

### Enseignant
Il est professeur associé en sociologie appliquée à l'Université de la Calabre, à l'université de Florence, et également professeur externe de l'université Columbia de New York. Par la suite il devint enseignant à l'université de Sassari dans la faculté de science politique, poste qu'il occupe toujours actuellement. Depuis 2005, Pino Arlachi est membre du comité scientifique du DRMCC (Département de recherche sur les menaces criminelles Contemporaines) de l'institut de criminologie de Paris, Université Paris II panthéon-Assas.

### Politique
Il fut élu député (de 1994 à 1996) en étant affilié au Partito Democratico della Sinistra (Parti démocrate de la gauche) puis sénateur (de 1996 à 1997) et enfin vice-président de la commission parlementaire d'enquête sur le phénomène mafieux.
Il est élu député européen avec l'Italie des valeurs en juin 2009, il rejoint le Parti démocrate en 2010.